# Skenandoa
Esquenandoa o Esquenandó (en inglés, Skenandoa, Shenandoah, or Schenando; 1710–1816) fue un caudillo oneida del clan Lobo. Su nombre aparece por vez primera en la firma del Tratado de Fort Stanwix (1758). En 1760 atacó a los franceses en Montreal. Durante la Guerra de Independencia de los Estados Unidos prestó apoyo a los estadounidenses (1775-1780), rompiendo así con otros miembros de la Confederación Iroquesa. Por este hecho recibieron los oneida una reserva en el estado de Nueva York.